# Hrungnir
Hrungnir, auch Hrugner (altnordisch der Lärmer) ist in der germanischen Mythologie ein Riese, der Odin in einem Wettkampf herausfordert und von Thor erschlagen wird. Von besonderer Bedeutung für die Forschung ist der Zweikampf mit Thor, die Konfrontation der Steinwaffe (Wetzstein) des Riesen mit dem eisernen Hammer des Gottes, sowie dessen Herz aus Stein.

## Zusammenfassung der nordisch-mythologischen Texte
Hrungnir trifft auf Odin und gerät mit ihm in einen Streit, wer von ihnen beiden das schnellere Pferd besitze. Odin gewinnt zwar auf Sleipnir den Wettkampf, aber Hrungnirs Pferd Gullfaxi ist immerhin so schnell, dass es nach Asgard stürmt, wo Hrungnir eingeladen von den Göttern an einem Gelage teilnimmt. Der Riese, der sich betrinkt, beginnt im Rausch zu prahlen, er wolle Freyja und Sif entführen, Walhall nach Jötunheim tragen, Asgard versenken und sämtliche Asen töten. Diese, der Beleidigungen durch Hrungnir müde, rufen Thor zu Hilfe. Thor droht Hrungnir sofort, da dieser aber unbewaffnet ist, einigt man sich auf einen Zweikampf.
Thor, begleitet von seinem Diener Thialfi, treffen am Ort des Kampfes auf Hrungnir mit dessen dreizackigen Steinherzen, unterstützt vom künstlichen Lehmriesen Mökkurkalfi mit dem Herzen einer Stute. Thialfi warnt Hrungnir aus List, dass Thor diesen von unten her angreifen werde, der Riese stellt sich zum Schutz auf seinen Schild. Thor schleudert daraufhin seinen Hammer, der Riese schleudert einen Wetzstein der ihm zur Waffe dient, welcher an dem Hammer jedoch zersplittert. Der Hammer zerschmettert das Haupt Hrungnirs, er fällt zu Boden. Thialfi tötet den Lehmriesen. Thor jedoch wurde durch einen der Splitter des Wetzsteines schwer verwundet, der Splitter drang in seinen Schädel ein. Hrungnir findet den Tod. Thor wird durch den Fallenden von dessen Bein behindert, er liegt unter diesem und kann sich nicht befreien. Sein Sohn Magni, drei Jahre alt, leistet seinem Vater Abhilfe und erhält zum Dank Hrungnirs Pferd.
Die Seherin Gróa versucht durch Zaubersprüche Thor von dem Splitter in dessen Kopf zu erlösen. Bei dieser Handlung vergisst sie, aus Freude über die Erzählung von ihren Mann Aurvandill, die für die Behandlung nötigen Zaubersprüche. Thor behält daraufhin den Splitter im Kopf bis zu dessen Ende im Ragnarök.